# Richelieu (couraçado)
O Richelieu foi um couraçado operado pela Marinha Nacional Francesa e a primeira embarcação da Classe Richelieu, sendo seguido pelo Jean Bart, Clemenceau e Gascogne, porém os dois últimos não foram finalizados. Sua construção começou em outubro de 1935 em resposta à italiana Classe Littorio, sendo lançado em janeiro de 1939. Seus trabalhos de construção foram acelerados à medida que uma guerra contra a Alemanha ficou cada vez mais provável, com ele sendo comissionado às pressas em abril de 1940. O projeto do Richelieu e seus irmãos, foi baseado em seus predecessores da Classe Dunkerque, tendo mantido o mesmo arranjo incomum da bateria principal de duas torres de artilharia quádruplas montadas na proa do navio. Era armado com oito canhões de 380 milímetros, tinha deslocamento carregado de mais quarenta mil toneladas e conseguia alcançar uma velocidade de mais de trinta nós.
A embarcação foi finalizada apenas alguns dias antes da vitória alemã na Batalha da França na Segunda Guerra Mundial. O Richelieu fugiu para Dacar na África Ocidental Francesa a fim de permanecer sob controle francês. Lá, foi alvo de diversos ataques britânicos que tinham a intenção de afundá-lo ou forçar sua deserção para as Forças Navais Francesas Livres; estes incluíram a Operação Catapulta em julho de 1940 e a Batalha de Dacar em setembro. O couraçado foi danificado em ambas ocasiões, sendo lentamente consertado até ser entregue para as forças da França Livre em novembro de 1942 depois da invasão aliada do Norte da África. Ele foi enviado para os Estados Unidos para reparos e modernizações, em seguida indo servir junto com a Frota Doméstica britânica e depois na Frota Oriental em operações contra os japoneses no Oceano Índico; estas incluíram diversas operações de bombardeio.
O Richelieu fez parte da força que libertou Singapura após a rendição do Japão em setembro de 1945, posteriormente operando na Indochina Francesa como parte do esforço inicial que tinha a intenção de restaurar o domínio colonial francês na região. Foi reconvocado de volta para a França em dezembro, onde passou, em 1946, por mais reparos e pequenas modernizações. O couraçado depois disso teve uma atividade limitada no período imediatamente após o fim guerra, acabando por ser removido do serviço ativo em 1952 e usado como um navio de treinamento de artilharia. Foi colocado na reserva naval em 1956 e em seguida foi utilizado primeiro como embarcação de treinamento estacionária e por fim como alojamento flutuante até ser descomissionado em 1967, quando a Marinha Nacional decidiu descartá-lo. O Richelieu foi vendido como sucata no ano seguinte e desmontado na Itália entre 1968 e 1969.

## Características

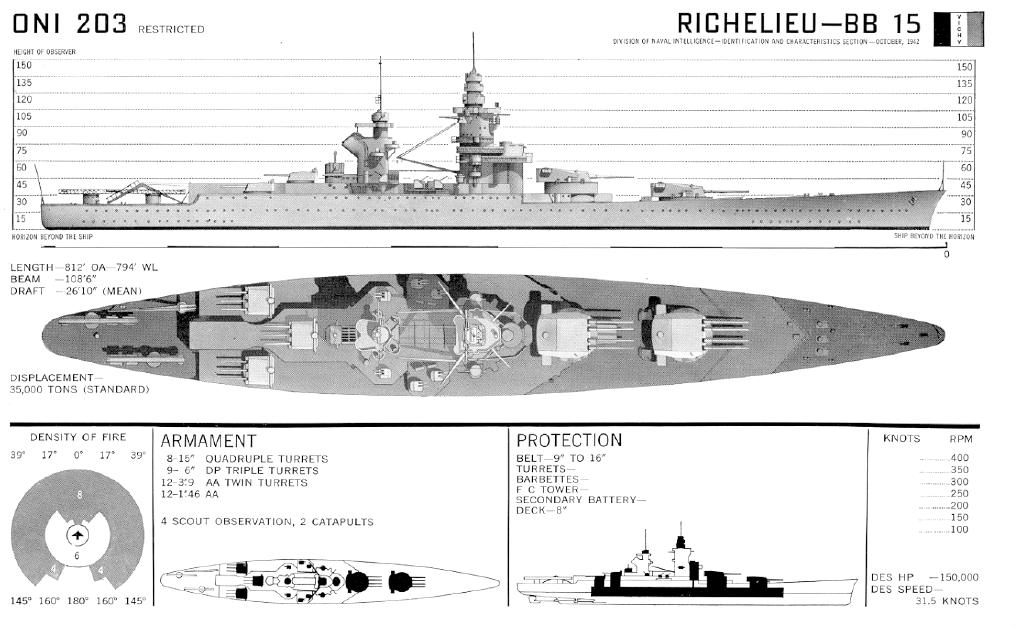
Desenho de reconhecimento do Richelieu em sua configuração original

A Marinha Real Italiana anunciou em 1934 a construção de dois couraçados da Classe Littorio armados com canhões de 380 milímetros, com a Marinha Nacional Francesa iniciando imediatamente preparações para combatê-los. Os pequenos couraçados da Classe Dunkerque serviram de base para o novo projeto, mas foram ampliados para poderem se igualar aos italianos. A equipe de projeto considerou armas de 380 e 406 milímetros, porém a segunda opção não podia ser incorporada dentro do limite de 36 mil toneladas do Tratado Naval de Washington. A Classe Dunkerque tinha seu armamento principal em duas torres de artilharia quádruplas localizadas à vante da superestrutura e os projetistas experimentaram outros arranjos, porém a necessidade de maximizar o comprimento da blindagem e o peso fez com que a mesma disposição fosse adotada.
O Richelieu tinha 247,85 metros de comprimento, boca de 33,08 metros e calado de 9,9 metros. Possuía um deslocamento padrão de 37 850 toneladas, mas esse valor podia chegar a 44 698 toneladas quando totalmente carregado com suprimentos de combate. Seu sistema de propulsão tinha seis caldeiras Sural alimentadas por óleo combustível que impulsionavam quatro conjuntos de turbinas a vapor Parsons, que chegavam a produzir um total de 157,7 mil cavalos-vapor (116 mil quilowatts) de potência. O Richelieu era capaz de alcançar uma velocidade máxima de 32 nós (59 quilômetros por hora) e tinha uma autonomia de 9,5 mil milhas náuticas (17,6 quilômetros) a uma velocidade de quinze nós (28 quilômetros por hora). Sua tripulação era de 1 569 oficiais e marinheiros. Também era equipado com duas catapultas no convés da popa, quatro hidroaviões Loire 130 para ações de reconhecimento e um guindaste para lidar com as aeronaves.
A bateria principal do Richelieu consistia em oito canhões Modèle 1935 calibre 45 de 380 milímetros. Estes eram montados em duas torres de artilharia quádruplas, ambas na frente da superestrutura com uma torre sobreposta a outra. Seu armamento secundário tinha nove canhões Modèle 1930 calibre 55 de 152 milímetros montados em três torres triplas, todas instaladas na parte de trás da superestrutura. A defesa antiaérea era composta por doze canhões Modèle 1930 calibre 45 de 100 milímetros dispostas em torres duplas, oito canhões Modèle 1925 de 37 milímetros em torres de artilharia duplas e vinte metralhadoras em quatro montagens quádruplas e duas duplas. O cinturão de blindagem tinha entre 177 milímetros de espessura nas extremidades e 327 milímetros na área central do navio, enquanto o convés era protegido por uma blindagem que ia desde quarenta milímetros até 170 milímetros de espessura. As torres de artilharia eram protegidas por 430 milímetros na frente, trezentos milímetros nas laterais, tetos que ficavam entre 170 e 195 milímetros e traseiras de 260 a 270 milímetros. A torre de comando tinha laterais de 340 milímetros, teto de 170 milímetros e traseira de 280 milímetros.

## História

### Construção
O contrato para a construção do Richelieu foi entregue ao Arsenal de Brest, em 31 de agosto de 1935 e seu batimento de quilha ocorreu no dia 22 de outubro na doca nº 4, antes ocupada pelo Dunkerque. O casco foi construído em partes, porque a rampa não era longa o bastante para acomodar todo o comprimento do navio. A seção principal do casco, de 197 metros de comprimento, foi construída na rampa, enquanto 43 metros da proa e oito metros da popa foram construídos em outros lugares e fixados no resto da embarcação depois do lançamento, que aconteceu em 17 de janeiro de 1939. A decisão francesa de iniciar as obras do Richelieu em 1935, colocou o país em violação do Tratado Naval de Washington, que terminaria em 31 de dezembro de 1936, pois as tonelagens combinadas do Richelieu e dos couraçados da Classe Dunkerque excederia o limite de 71 mil toneladas que tinha sido disponibilizado para a França, no período de moratório de construção. A França rejeitou as objeções britânicas sobre o novo navio, citando o Acordo Naval Anglo-Germânico, que o Reino Unido tinha assinado unilateralmente com a Alemanha; os franceses mesmo assim diminuíram o ritmo de construção do Richelieu para aliviar as preocupações britânicas. As obras também foram atrapalhadas por greves nos estaleiros, cujos trabalhos reivindicavam melhores salários e condições de trabalho.
O casco já estava montado quando a Segunda Guerra Mundial começou em setembro de 1939. O comando naval decidir retardar os trabalhos em outras embarcações menos completas e focar seus esforços no Richelieu e seu irmão Jean Bart. Testes iniciais começaram em 15 de outubro, enquanto o processo de equipagem estava em andamento, a fim de acelerar sua entrada em serviço; o capitão Marzin, o primeiro oficial comandante do couraçado, chegou a bordo no mesmo dia. Testes dos motores começaram em 14 de janeiro de 1940 e sua bateria principal foi finalizada uma semana depois, quando o último canhão foi instalado. Mais testes de motores ocorreram entre 31 de março e 7 de abril; o Richelieu foi comissionado durante esse período, em 1º de abril. Testes marítimos formais começaram em 14 de abril. Trabalhos de conserto foram realizados em Brest de 19 a 27 de maio e o equipamento de controle de disparo das baterias principal e secundária foi instalado. O navio passou por testes em potência total no dia 13 de junho, alcançando velocidade de 32,63 nós (60,43 quilômetros por hora) a partir de 179 mil cavalos-vapor (132 mil quilowatts), excedendo sua performance projetada. Testes de disparo foram realizados em 13 e 14 de junho. Os trabalhos na embarcação foram finalizados em 15 de junho, poucos dias antes da rendição francesa na Batalha da França.

### Segunda Guerra Mundial

#### França de Vichy

##### Início da guerra
Tropas alemães avançaram pela França em meados de junho e a Marinha Nacional decidiu evacuar o Richelieu para Dacar, na África Ocidental Francesa. Os planos iniciais eram de enviar a frota para portos britânicos a fim de continuar a guerra, porém o governo decidiu que os navios seriam bons elementos de barganha assim que surgiu a possibilidade de um armistício. Consequentemente, as embarcações deveriam ser preservadas sob controle francês e fora do controle alemão. O couraçado foi carregado com munição e combustível às 6h45min de 17 de junho, porém recebeu apenas 198 cargas de propelente para a bateria principal, o que seria suficiente para 49 disparos. Materiais ainda não instalados, foram rapidamente carregados, para serem colocados no lugar assim que o Richelieu chegasse em Dacar. Ele também recebeu reservas de ouro do Banco da França e 250 cadetes da Escola Naval. O couraçado partiu às 4h00min da manhã do dia seguinte, enquanto tropas alemães aproximavam-se de Brest, não tendo tido tempo suficiente para que uma tripulação completa embarcasse. O Richelieu navegou na companhia dos contratorpedeiros Fougueux e Frondeur, enquanto aeronaves alemães realizaram vários ataques fracassados contra a formação. As armas antiaéreas do couraçado atiraram de volta sem acertarem seus alvos. As embarcações navegaram inicialmente a uma velocidade de 22 nós (41 quilômetros por hora), porém problemas nas caldeiras fizeram reduziu a velocidade para dezoito nós (33 quilômetros por hora). Os motores do leme do Richelieu quebraram repetidas vezes na viagem, porém sua tripulação conseguiu conserta-los. Os contratorpedeiros foram destacados às 17h00min de 20 de junho, enquanto passavam por Casablanca no Marrocos, para reabastecerem, sendo substituídos pelo contratorpedeiro Fleuret. As duas embarcações seguiram para Dacar, chegando às 17h44min de 23 de junho.
Uma situação complicada confrontou o Richelieu assim que ele chegou em Dacar e enquanto as negociações do armistício estavam em andamento. O contra-almirante Plançon, comandante das forças navais francesas na região e Léon Cayla, o governador-geral da África Ocidental Francesa, estavam inclinados a continuar a guerra contra a Alemanha. Além disso, significativas unidades navais britânicas estavam na área, incluindo o porta-aviões HMS Hermes, que estava atracado em Dacar, e a Esquadra do Atlântico Sul. O Richelieu também tinha usado metade de seu combustível para fugir de Brest e suas baterias principal e secundária não conseguiriam continuar disparando por muito tempo. O almirante François Darlan, o Chefe do Estado-Maior da Marinha Nacional, enviou um telegrama na noite de 23 para 24 de junho a fim de avisar Marzin que os britânicos talvez atacassem o couraçado para neutralizá-lo em caso de uma rendição francesa, ordenando-o a iniciar preparações para deliberadamente afundar a embarcação caso necessário. Enquanto isso, o cruzador pesado britânico HMS Dorsetshire deixou Freetown com o objetivo de observar as atividades do Richelieu em Dacar.
Marzin foi informado em 25 de junho que um armistício fora assinado com a Alemanha. Darlan o instruiu a manter o couraçado sob controle francês, mas caso isto fosse impossível, ele deveria afundá-lo ou tentar fugir para o neutro Estados Unidos. Marzin decidiu que sua melhor ação seria tentar escapar para Casablanca e se juntar às forças francesas lá, dado à presença de navios de guerra britânicos na área; o Richelieu partiu às 14h30min na companhia do Fleuret. O Hermes também partiu e começou a seguir o couraçado com seus torpedeiros Fairey Swordfish no convés de voo, porém a artilharia costeira francesa apontou suas armas para o navio, convencendo o comandante do porta-aviões a retornar. O Dorsetshire mesmo assim seguiu o Richelieu. Darlan ficou com medo que Marzin estivesse tentando deserdar para as forças da França Livre, assim ordenou na manhã seguinte que ele retornasse para Dacar. O capitão obedeceu e fez sua embarcação virar de volta para o porto, porém recebeu novas ordens no meio do caminho instruindo-o a esperar a 220 quilômetros ao norte de Cabo Verde para escoltar a 1ª Divisão de Cruzadores Mercantes Armados, que também estavam retornando para Dacar, com um outro carregamento das reservas de ouro do Banco da França. O Richelieu não encontrou ninguém no ponto de encontro e estava incapaz de realizar reconhecimento aéreo porque não tinha embarcado seus hidroaviões antes de deixar Brest. Marzin assim voltou para Dacar em 28 de junho, com o comboio se atrasando e chegando em 4 de julho.
Trabalhos para preparar o navio para combate começaram assim que o Richelieu voltou para o porto. Marzin ordenou que uma pilha de cargas propelentes de 330 milímetros que tinham sido estocadas para o couraçado Strasbourg antes da rendição, fossem convertidas para serem usadas no Richelieu. As armas secundárias foram preparadas para ação dez dias depois, porém não possuíam um diretório de disparo capaz de rastrear alvos aéreos, assim só poderiam ser usadas contra navios de superfície. A embarcação deveria voltar para Toulon sob os termos do armistício e então desmobilizada, porém os alemães posteriormente não permitiram a movimentação, pois temiam que os britânicos tentariam tomar o navio enquanto passasse pelo Estreito de Gibraltar. Os britânicos, por outro lado, estavam sob a falsa impressão que os alemães queriam tomar a frota francesa para uso próprio, o que levou à Operação Catapulta, uma série de ataques contra os navios de guerra franceses para neutralizar aqueles que não deserdassem para a França Livre.

##### Ataque britânico e reparos

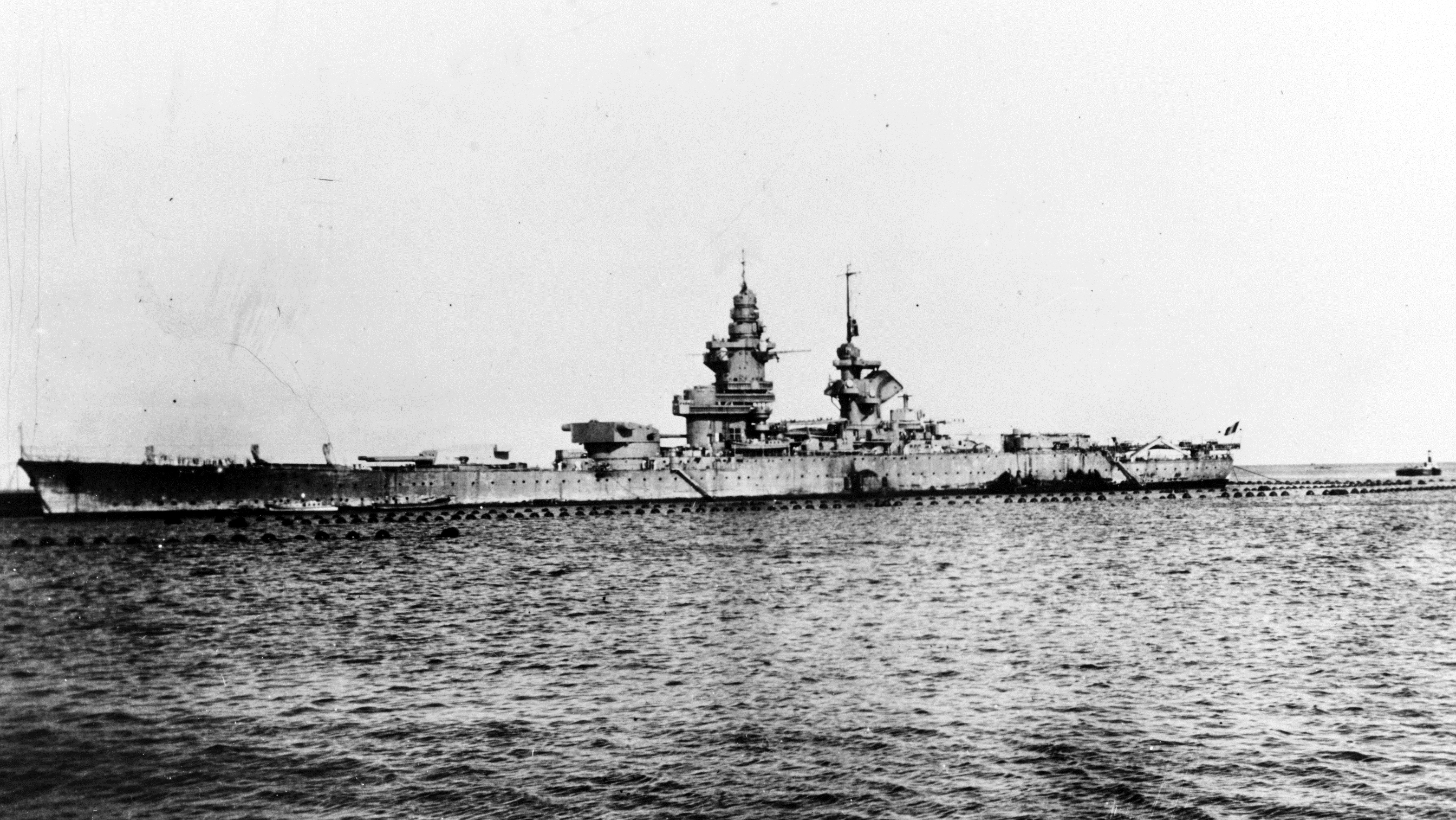
O Richelieu em Dacar, 25 de julho de 1940

O componente que atacaria o Richelieu  tinha o Hermes e os cruzadores pesados Dorsetshire e HMAS Australia. Plançon ordenou que os submarinos Le Glorieux e Le Héros atacassem o Dorsetshire enquanto este deixava o porto em 4 de julho, um dia depois dos britânicos terem atacado Mers-el-Kébir. Ele também instruiu as baterias costeiras a abrirem fogo caso a embarcação aproximasse mais de quinze quilômetros, porém o cruzador permaneceu longe. Marzin moveu o Richelieu para uma posição próxima da ilha de Goreia, apontandoao sul para que assim a bateria principal pudesse disparar em qualquer navio que se aproximasse de Dacar. Os britânicos tinham a intenção de enviar a Força H para Dacar depois do ataque a Mers-el-Kébir, porém a necessidade de retornar a neutralizar o Dunkerque, forçou os britânicos a dependerem do Hermes. A chalupa HMS Milford foi enviada no dia 7 para entrar em contato com Plançon e enviar um ultimato para que rendesse o couraçado para controle britânico ou fosse afundado.
Marsin preparou seu navio para partir na manhã seguinte; sua intenção era usar os oito projéteis carregados nas armas principais para atacar o Hermes. Outras forças em Dacar foram colocadas em alerta e o Le Héros partiu novamente para ajudar no ataque. Os britânicos, enquanto os franceses realizavam suas preparações, enviaram uma lancha do Milford para jogar quatro cargas de profundidade embaixo da popa do Richelieu para desabilitar suas hélices, porém isto falhou. Um grupo de Swordfish do Hermes decolou às 4h15min, enquanto o couraçado francês estava navegando. Os britânicos acertaram um torpedo a bombordo do Richelieu, abrindo um buraco de 9,3 por 8,5 metros entre os eixos das hélices. O choque da explosão desabilitou vários dos sistemas do navio. Dois dos diretórios de controle de disparo foram tirados do alinhamento, as hélices de estibordo foram entortadas e a explosão causou grandes inundações. Equipes de controle de danos bombearam combustível para fora dos depósitos em uma tentativa de contrabalancear a perda de flutuabilidade na popa, com a embarcação sendo rebocada para o porto a fim de passar por reparos. Redes anti-torpedo foram colocadas ao redor do couraçado, que tinha tomado 2,4 mil toneladas de água e estava com seu casco apoiado no fundo do porto em maré baixa.
Navios-tanque aproximaram-se durante a tarde e começaram a bombear combustível para fora do couraçado com o objetivo de reduzir seu calado, porém água continuou a entrar no casco por meio dos canos. Bombas presas ao navio ajudaram a controlar a inundação, mas as mangueiras se soltavam frequentemente, enquanto o Richelieu subia e descia nas ondas. Complicando as coisas, estava o fato de que Dacar não tinha nenhuma doca seca grande o bastante para acomodar a embarcação, desta forma ele não podia ser simplesmente drenado e remendado. Em vez disso, anteparas danificadas precisaram ser tapadas e bombeadas individualmente. Aproximadamente 1,3 mil toneladas de água ainda estavam dentro do Richelieu em 28 de agosto. O enorme uso das bombas fez com que quebrassem frequentemente, o que atrasou ainda mais os trabalhos. Marzin, em seu relatório sobre o ataque e os reparos, criticou falhas de projeto e práticas de construção que prejudicaram os esforços de controle de danos, incluindo equipamentos de bombeamento insuficientes, controle de qualidade ruim para a soldagem das anteparas e falha em garantir que certos componentes fossem à prova d'água.
Outros reparos, além do controle das inundações, eram necessários para que o navio voltasse a uma situação operacional. Os diretórios de controle de disparo precisavam ser realinhados em seus trilhos, fiações danificadas precisavam ser substituídas e vários dos gerados elétricos danificados pela explosão necessitavam ser reconstruídos. Marzin, dada a capacidade limitada de concertos dos danos da embarcação, focou os esforços para garantir que as baterias principal e secundária pudessem ser usadas efetivamente, mesmo que o couraçado pudesse ser utilizado apenas como uma bateria flutuante estacionária contra o esperado segundo ataque britânico. O almirante Jean de Laborde voou até Dacar, com o objetivo de realizar uma inspeção e ajudar na organização das defesas. Tanto Plançon quanto Cayla, ambos suspeitos de serem pró-britânicos, foram tirados de seus postos como parte dessas operações, com o posto de Plançon sendo assumido pelo contra-almirante Platon e depois pelo contra-almirante Landriau.
Trabalhadores do estaleiro local procuraram metal em outros navios para fabricar um remendo de 11,5 metros para cobrir o buraco do torpedo, que foi planejado para ser instalado em 10 de setembro. Isto permitiria que os depósitos de munição traseiros das armas de 152 e 37 milímetros fossem drenados. Ao mesmo tempo, o estaleiro começou a construir uma ensecadeira ao redor do Richelieu para ser completada no final de outubro, o que permitiria que a água restante no casco fosse bombeada para fora. Assim, reparos permanentes poderiam ser completados em janeiro de 1941. A tripulação limpou e pintou o navio enquanto esses trabalhos estavam sendo realizados, também continuando os esforços para preparar os armamentos. Um total de 150 cargas para a bateria principal foram criadas, ao reaproveitar o estoque do Strasbourg. Parte da tripulação foi colocada em outras tarefas: 106 marinheiros foram enviados para tripular cruzadores mercantes armados no porto, cujas tripulações reservistas precisaram ser desmobilizadas, enquanto 64 marinheiros da torre de artilharia dianteira foram colocados para operar a bateria costeira do Cabo Manuel. Um total de 1.039 oficiais e marinheiros permaneceram a bordo depois de outros 132 reservistas terem sido desmobilizados. As armas de 100, 37 e 13 milímetros eram guarnecidas continuamente dada a ameaça de ataques aéreos britânicos.

##### Batalha de Dacar
Os britânicos começaram em agosto preparações para um novo ataque, codinome Operação Ameaça. O primeiro-ministro britânico Winston Churchill queria invadir e tomar o Richelieu com um contingente de forças da França Livre de Charles de Gaulle para usar o couraçado contra a Alemanha. Um comboio foi organizado com cinco embarcações carregando armas e suprimentos, depois encontrando com um segundo comboio de seis navios de transporte de tropas com 2,4 mil soldados da França Livre e 4,27 mil britânicos. O apoio naval tinha o porta-aviões HMS Ark Royal e os couraçados HMS Barham e HMS Resolution, mais quatro cruzadores e outros navios de guerra. O plano era para que de Gaulle usasse suas forças para tentar assumir o controle da colônia, chamando apoio britânico apenas se as forças da França de Vichy resistissem. Em paralelo, várias colônias francesas na África deserdaram para a França Livre, fazendo com que o governo de Vichy conseguisse a autorização da Comissão do Armistício Alemão para o envio de cruzadores rápidos e contratorpedeiros, designados de Força Y, com o objetivo de garantir os domínios africanos. Os contratorpedeiros foram deixados temporariamente em Casablanca pelo risco de encontrarem embarcações britânicas, enquanto três cruzadores com suprimentos e homens para as baterias costeiras correram para o sul em alta velocidade. Eles chegaram em Dacar no dia 14 de setembro, desembarcando os homens e suprimentos e continuando para o sul até a África Equatorial Francesa.
Os britânicos acreditaram que a chegada da Força Y indicava que os franceses sabiam da Operação Ameaça, porém de Gaulle decidiu mesmo assim seguir em frente com o ataque. Dois dos três cruzadores da Força Y foram interceptados por cruzadores britânicos, enquanto viajavam para o sul e foram forçados a retornar para Dacar, onde chegaram em 20 de setembro, época em que os contratorpedeiros tinham chegado. O navio de passageiros SS Banfora tinha previsão de chegada para 22 de setembro carregando projéteis de 380 milímetros, com os franceses arranjando aeronaves para cobrirem a aproximação do navio; entretanto, eles foram surpreendidos pela chegada das forças anglo-francesas na manhã do dia 23. Pouco depois das 7h00min, um pequeno grupo de tropas Francesas Livres enviada para tomar o porto foi repelido por metralhadoras, enquanto os canhões de 100 milímetros do Richelieu dispararam tiros de aviso em direção do aviso Savorgnan de Brazza. O couraçado disparou novos tiros de aviso às 8h10min enquanto as chalupas Commandant Dominé e Commandant Duboc se aproximavam. Os navios britânicos chegaram perto do porto e ficaram sob fogo das baterias costeiras, fazendo com que de Gaulle e o almirante britânico Andrew Cunningham concluíssem que precisariam atacar o porto diretamente para serem bem sucedidos na operação.
O Barham e o Resolution abriram fogo contra o Richelieu às 11h05min, porém a má visibilidade prejudicou os disparos britânicos e eles pararam de atirar depois de vinte minutos, tendo infligido apenas danos de estilhaços no cruzador Montcalm e no contratorpedeiro Le Malin. As baterias costeiras francesas por sua vez acertaram vários cruzadores e contratorpedeiros, porém o Richelieu não conseguiu participar desse confronto inicial por estar atracado virado para o norte. Marzin, depois dos britânicos recuarem, usou rebocadores para virar seu couraçado o suficiente para que a bateria principal pudesse disparar. Todas as defesas de Dacar estavam agora em alerta. As forças da França Livre tentaram desembarcar mais ao leste em Rufisque, mas foram repelidos. Os agressores recuaram para reagruparem para um novo ataque no dia seguinte. Os britânicos lançaram três ataques aéreos com bombardeiros Swordfish e Blackburn Skua entre 6h25min e 8h00min de 24 de setembro. Eles não acertaram o Richelieu devido a má visibilidade, com os quase acertos não causando danos. Em troca, os artilheiros do couraçado reivindicaram três das seis aeronaves abatidas, tendo danificados outra. Os dois couraçados e dois cruzadores pesados britânicos se aproximaram noventa minutos depois e abriram fogo contra o Richelieu com seus canhões principais de 380 milímetros.
O Richelieu disparou de volta às 9h40min, porém seu canhão nº 7 foi destruído por um projétil que detonou dentro do cano, também danificando seriamente o canhão nº 8. Isto foi inicialmente atribuído ao propelente reaproveitado do Strasbourg, mas um inquérito em 1941 descobriu que a causa foi uma falha de projeto na base no projétil. Os canhões 5 e 6 permaneceram em operação, mas não conseguiram acertar alvos. Um das armas secundárias acertou o Barham às 9h57min. Os britânicos, por outro lado, infligiram apenas danos de estilhaços antes de recuarem às 10h07min. Os franceses contaram aproximadamente 160 projéteis caindo perto do navio. Uma cortina de fumaça foi lançada para obscurecer o Richelieu antes dos britânicos retornarem às 12h53min, que inicialmente dispararam contra um contratorpedeiro antes de bombardearem o porto pelos próximos trinta minutos. O Richelieu não foi atingido e disparou seus canhões 5 e 6 às 12h56min contra cruzadores britânicos, rapidamente acertando um de raspão e convencendo-os a recuar. Ele disparou quatro projéteis de 380 milímetros contra o Barham às 13h11min, porém não acertou, mas os couraçados britânicos foram acertados várias vezes pelas baterias costeiras. de Gaulle decidiu abandonar a operação ao final do dia, porém Cunningham o convenceu a uma última tentativa na manhã seguinte. Enquanto isso, Marzin decidiu transferir os tripulantes da segunda torre de artilharia para a primeira, o que também necessitou transferir projéteis e propelentes entre os depósitos de munição.
Marzin, assim que os britânicos aproximavam-se na manhã de 25 de setembro, decidiu enfrentar o Barham com a bateria principal e o Resolution com os canhões de 152 milímetros. O Richelieu abateu um avião de reconhecimento pouco antes das 7h00min, enquanto os britânicos chegavam em suas posições bombardeamento. Ele abriu fogo às 9h04min com seus canhões principais, disparando dois tiros curtos, já as baterias costeiras e os cruzadores da Força Y abriram fogo pouco depois. O submarino Bévéziers torpedeou e danificou seriamente o Resolution enquanto os couraçados britânicos manobravam para liberar seus canhões traseiros. O Barham evitou os torpedos e abriu fogo, inicialmente raspando o Richelieu, mas acertando o navio francês às 9h15min à meia-nau com uma penetração acima da blindagem lateral, sem causar baixas. O Richelieu por sua vez acertou o Barham na proa, causando danos mínimos. Os britânicos pararam o confronto às 9h25min a fim de cobrir a retirada do Resolution. A equipe de artilharia do couraçado tentou liberar os projéteis que tinham sido carregados nos canhões 5 e 6, porém o projétil no canhão nº 5 detonou, deixando o nº 6 como o único canhão operacional na torre de artilharia. As embarcações francesas no porto sofreram, no total, cem mortos e 182 feridos, com outros 84 mortos e 197 feridos entre a população civil.
O cruzador de batalha HMS Renown e contratorpedeiros de escolta foram destacados em 29 de setembro para patrulharem Dacar, pois os britânicos acreditavam que o Richelieu seria transferido para a França Metropolitana para reparos. Os britânicos permaneceram na área até 1º de outubro, quando ficou claro que a embarcação não partiria.

##### Reparos e deserção

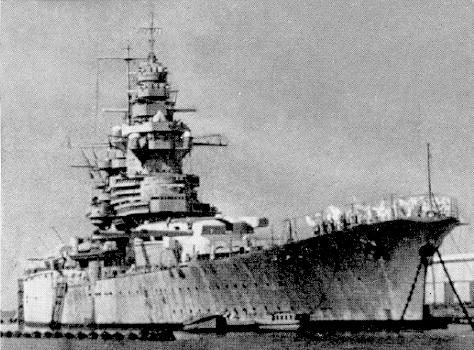
O Richelieu em Dacar em 1941

Os trabalhos de conserto foram retomados imediatamente. O acerto do Barham criou deformações nas anteparas internas, o convés blindado foi forçado para baixo onde o projétil acertou e os tubos ascendentes das caldeiras foram danificados. A fiação na área também foi cortada por fragmentos e precisou ser substituída. Os trabalhadores tentaram em 10 de outubro prender o remendo que tinha sido produzido, mas isto não funcionou, pois o selo não era a prova d'água e assim os compartimentos não poderiam ser secados. O remendo foi logo abandonado na esperança que a ensecadeira funcionasse. Ela fora modelada para contornar o casco e construída com um vão interior que poderia ser usado como tanque de lastro para que o navio pudesse ser flutuado em posição e afundado no lugar. A ensecadeira ficou pronta no final de dezembro, o que permitiu que o restante da água fosse finalmente bombeada e o buraco tapado com chapas de metal e cimento. O casco foi selado em 28 de fevereiro de 1941. Mais reparos foram dificultados pela Comissão do Armistício Alemão, que tentou retardar o progresso com o objetivo de impedir que o couraçado voltasse a uma situação totalmente operacional. Ela bloqueou carregamentos de armas novas e um novo eixo de hélice, também restringindo a transferência de outros equipamentos. O capitão Deramond substituiu Marzin como oficial comandante do Richelieu em 27 de fevereiro.
O navio pouco fez até o final de 1942, enquanto os reparos estavam sendo realizados, exceto por enfrentar aeronaves não identificadas em 28 de julho e 29 de setembro de 1941, e em 26 de fevereiro e 12 de maio de 1942. O Richelieu recebeu o primeiro radar já instalado em um couraçado francês em abril de 1941. Seus hidroaviões finalmente chegaram em julho; testes com as catapultas ocorreram em outubro. O couraçado realizou um teste de disparo em 10 de abril de 1942 no  canhão nº 6, com o objetivo de demonstrar que o problema de projeto do projétil tinha sido corrigido; todos os seis projéteis foram disparados sem problemas. Forças Aliadas desembarcaram no Norte da África em 8 de novembro, o que fez com que os alemães invadissem o restante da França de Vichy, o que por sua vez levou Darlan a deserdar para os Aliados junto com boa parte da frota.
A Marinha dos Estados Unidos enviou um grupo a fim de avaliar os navios de Darlan e determinar quais poderiam ser modernizados nos Estados Unidos. O Richelieu, como o único couraçado francês ainda em serviço, era um candidato óbvio. Entretanto, os norte-americanos inicialmente não tinham interesse na ideia; apesar de alemães e italianos terem mantido um número considerável de couraçados, os Estados Unidos tinham recentemente comissionado ou iriam comissionar outros oito, mais do que o suficiente para cobrir suas necessidades na Guerra do Pacífico e enviar uma parte para a Europa com o objetivo de reforçar a Marinha Real Britânica. Além disso, reparar e modernizar uma embarcação do tamanho do Richelieu necessitaria de recursos que poderiam ser usados para outros propósitos. Pressão do Reino Unido e da França Livre convenceu os Estados Unidos a concordar com o projeto. Para os franceses, ele era seu único couraçado moderno sobrevivente e assim um grande símbolo de prestígio nacional, enquanto para os britânicos há muito desejavam adquirir a embarcação para fortalecer sua Frota Mediterrânea, que na época tinha apenas dois couraçados para enfrentar três italianos.
O navio passou por testes marítimos entre 25 e 29 de janeiro de 1943, perto da costa africana, a fim de avaliar o estado de seus motores, que não tinham sido usados desde julho de 1940. Suas instalações de aeronaves e armamentos antiaéreos foram removidos durante o período de avaliação, pois seriam substituídos por equipamentos norte-americanos. O Richelieu partiu de Dacar em 30 de janeiro junto com o cruzador Montcalm, seguindo para Nova Iorque, onde ambos seriam modernizados. O couraçado viajou a uma velocidade de catorze nós (26 quilômetros por hora) e seu leme precisou ser mantido a sete graus para compensar deformações no casco. As embarcações chegaram na América do Norte em 11 de fevereiro, com o Richelieu sendo levado para a Doca Nº 5 do Estaleiro Naval do Brooklyn no dia 18 para começar seu processo de modernização.

#### França Livre

##### Reformas
As tensões políticas entre Estados Unidos e França desempenharam um importante papel na determinação do quanto o Richelieu seria modernizado. A Marinha dos Estados Unidos recusou-se a transferir os equipamentos de radar mais modernos, alegando que isto era algo muito sigiloso para ser revelado aos franceses. Consequentemente, boa parte dos melhoramentos ficaram limitados à instalação de uma nova bateria antiaérea composta pelas armas norte-americanas mais recentes e equipamentos auxiliares, além de uma revisão completa e concertos permanentes para o dano do torpedo. Três turnos de trabalhadores, totalizando aproximadamente dois mil homens, trabalharam no navio 24 horas por dia, sete dias por semana, durante cinco meses para acelerar sua volta ao serviço. As modificações no couraçado aumentaram seu deslocamento em por volta de três mil toneladas. O capitão Lambert substituiu Deramont como o oficial comandante em 29 de abril, enquanto a modernização estava em andamento.

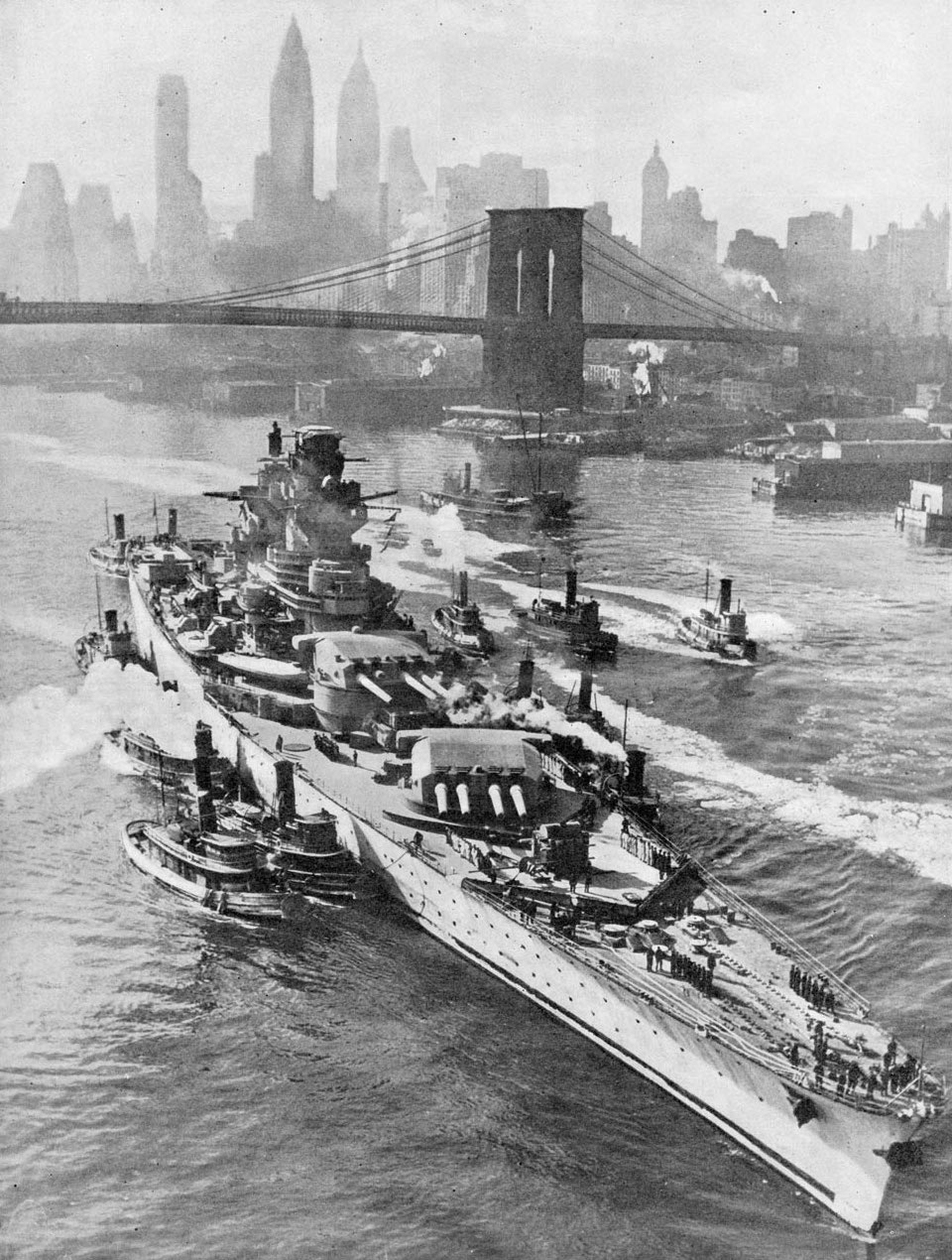
O Richelieu chegando em Nova Iorque. Um de seus canhões está cortado e o diretório de controle de disparo na torre precisou ser desmontado para que o navio passasse sob a Ponte do Brooklyn

Os armamentos necessitaram de grandes reparos e modificações para trazer o Richelieu no mesmo padrão de outros couraçados contemporâneos. Três dos canhões principais precisaram ser substituídos, o que necessitou a remoção do teto da torre de artilharia. As armações das armas não estavam danificadas e assim os canhões foram apenas substituídos pelos canos tirados do Jean Bart, que também tinha sido recuperado pelos Aliados em Casablanca durante a Operação Tocha. O equipamento de manejo dos projéteis para as baterias primária e secundária foi completamente reformado, com a fiação sendo substituída e os elevadores dos propelentes totalmente reconstruídos; este último equipamento nunca funcionou corretamente no período que o navio estava atracado em Dacar. Munição para as baterias primária e secundária tornou-se um problema, pois as fábricas na França que produziam os projéteis estavam agora sob controle alemão. Plantas dos projéteis de 380 milímetros foram preparadas em Dacar e enviadas para os Estados Unidos, onde a Crucible Steel recebeu um contrato para produzir 930 projéteis. Projéteis norte-americanos de mesmo calibre foram usados como ponto de partida para abastecer os canhões de 152 milímetros, pois necessitavam de pequenas modificações para funcionarem nas armas francesas.
Suas armas de 100 milímetros foram mantidas, porém o restante de sua bateria antiaérea leve foi completamente substituída por 56 canhões Bofors de 40 milímetros em montagens quádruplas, todas colocadas com seu próprio diretório de disparo. Duas dessas armas foram instaladas ao lado da segunda torre de artilharia principal, outras duas em cada lateral da torre principal, com as quatro restantes sendo colocadas na popa, onde as duas catapultas dos hidroaviões ficavam localizadas. Essas armas eram suplementadas por cinquenta canhões Oerlikon de 20 milímetros, todos em montagens individuais ou duplas. Nove foram instaladas no castelo da proa atrás do quebra-mar, quatro foram colocadas no teto da segunda torre de artilharia principal, nove foram instaladas onde o hangar dos hidroaviões ficava, com as restantes sendo espalhadas ao redor da superestrutura, incluindo nas torres e nos conveses superiores.
O mastro da torre principal do Richelieu foi muito reconfigurado. Seu diretório superior de disparo da bateria principal nunca tinha entrado em operação e foi completamente removido para que o navio pudesse passar embaixo da Ponte do Brooklyn. Um radome para o radar de superfície foi instalado em seu lugar, junto com uma antena para o radar aéreo; estes eram conjuntos de curta distância que foram originalmente projetados para embarcações menores, com o radar aéreo sendo destinado para barcos torpedeiros de patrulha. A maioria dos espaços de comando da torre foram convertidos para outros usos. Os sistemas de controle de disparo da bateria principal precisaram ser substituídos e aqueles que serviam à bateria secundária foram consertados com novas fiações e telefones. Os girocompassos Anschütz originais foram substituídos por modelos Sperry. O sistema de propulsão também passou por revisões e reformas; as turbinas foram completamente consertadas e os tubos das caldeiras refeitos. Boa parte da fiação de todo o couraçado foi refeita e um cabo desmagnetizador foi instalado.

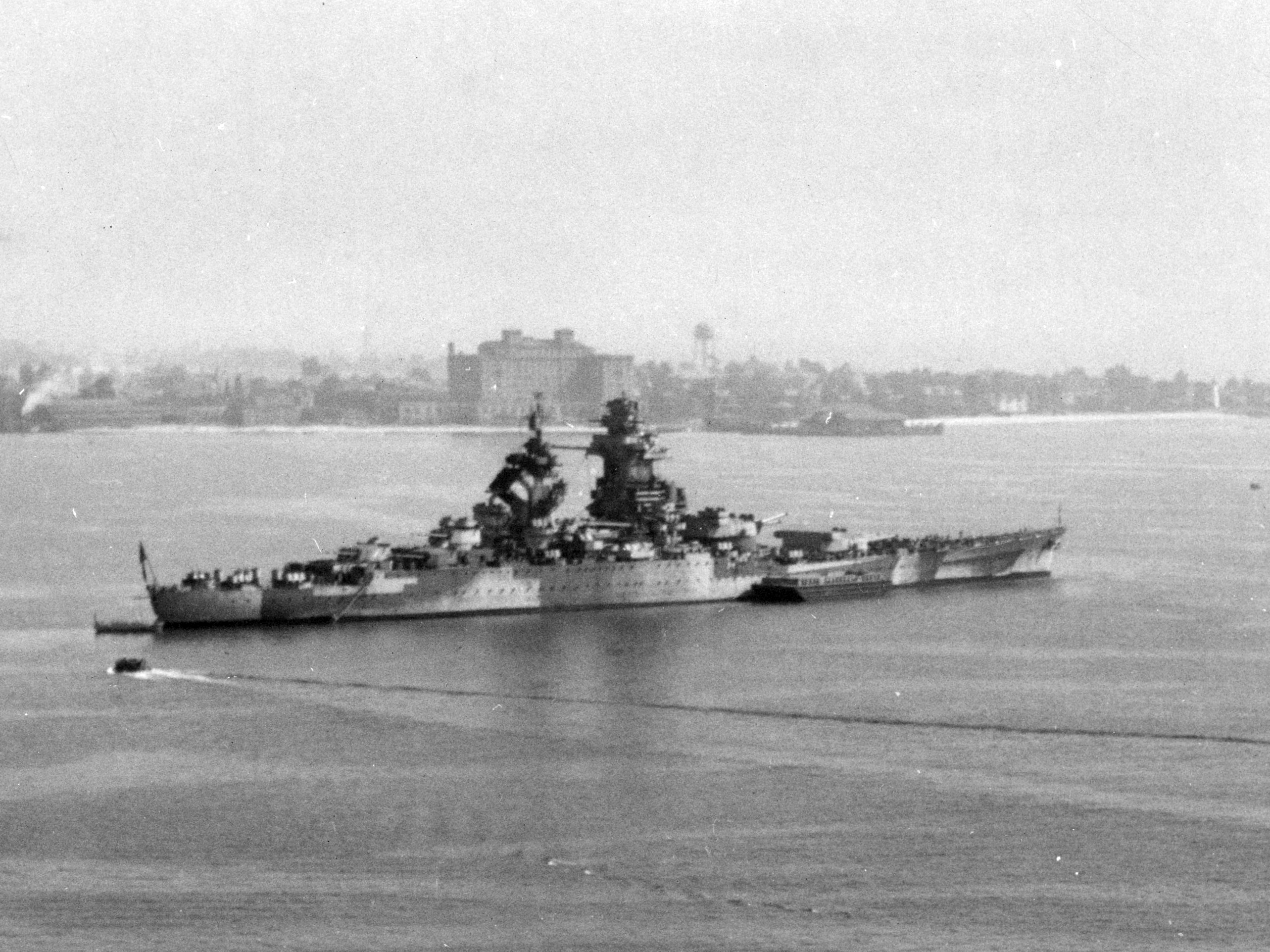
O Richelieu em Hampton Roads após suas reformas em 7 de setembro de 1943

Para que reparos pudessem ser feitos no casco, o concreto que fora colocado foi quebrado e removido, todos os equipamentos das seções mais seriamente danificadas pelo torpedo foram retirados e anteparas e placas deformadas foram cortadas. O casco necessitava de uma manutenção muito mais ampla além do que apenas os reparos dos danos do torpedo, pois tinha passado mais de dois anos e meio sem entrar em uma doca seca. Mesmo assim ele estava em uma condição relativamente boa dadas às condições a que fora submetido. Ele foi submetido a jatos de areia e novas placas foram soldadas sobre os locais que exibiam alguma corrosão. Os eixos das hélices de estibordo também necessitaram de consertos: os suportes de montagem foram fortalecidos, porém o eixo interno estava muito danificado e precisou ser substituído. A Bethlehem Steel fabricou um substituto que foi instalado em junho. A linha inferior de portinholas foi fechada, pois o aumento de deslocamento fez com que ficassem mais próximas da linha d'água.
O Richelieu realizou testes de artilharia na Baía de Chesapeake a partir do fim de agosto até meados de setembro; disparos da bateria principal feitos em 29 de agosto revelaram a necessidade de uma tela protetora para os canhões de 20 milímetros instalados no no castelo de proa, pois a onda de choque do teste acidentalmente destruiu duas das armas e seus armários de munição. O couraçado iniciou seus testes de maquinários no final de setembro, com seu deslocamento normal ficando em 43,9 mil toneladas e seu casco levemente curvado, possivelmente devido ao impacto do torpedo britânico. O navio alcançou uma velocidade máxima de 31,5 nós (58,3 quilômetros por hora) em 25 de setembro, navegando nessa velocidade por trinta minutos, mesmo com a deformação de seu casco e o significativo aumento de deslocamento. O Richelieu navegou no dia seguinte durante seis horas a 26,5 nós (49,1 quilômetros por hora), duas horas a 28,9 nós (53,5 quilômetros por hora) e quarenta minutos a 30,2 nós (55,9 quilômetros por hora).
O deslocamento normal do Richelieu cresceu para 43 957 toneladas depois de todas as reformas, enquanto o deslocamento totalmente carregado cresceu para 47 728 toneladas. Seu calado cresceu de acordo, ficando em 9,22 metros normalmente e 10,68 metros quando totalmente carregado. Sua tripulação total cresceu de 1.569 para 1 930 oficiais e marinheiros, formada por 86 oficiais, 287 suboficiais e 1 557 marinheiros. O aumento no número de tripulantes se deu como resultado das armas antiaéreas adicionais e novos sistemas de radares. A embarcação realizou mais testes marítimos em outubro, com ele finalmente ficando pronto para retornar para a Europa no dia 14.

##### Águas europeias

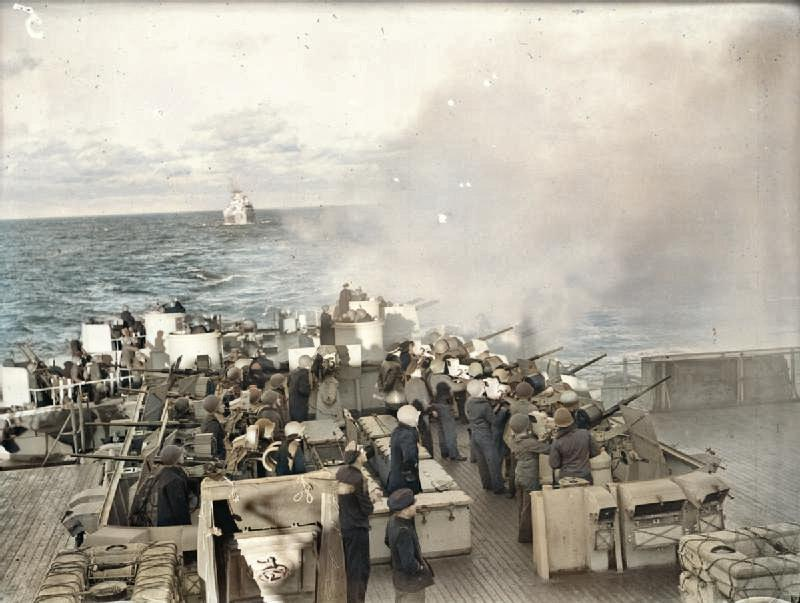
Artilheiros antiaéreos a bordo do Richelieu em exercícios de treinamento

O Richelieu deixou os Estados Unidos sob a escolta dos contratorpedeiros USS Tarbell e USS Ellet, nominalmente seguindo para Gibraltar. Os contratorpedeiros o deixaram no meio do caminho, permitindo que o couraçado mantivesse uma velocidade de 24 nós (44 quilômetros por hora) em mares bravios. Parou no arquipélogo dos Açores, em Portugal, onde se encontrou com os contratorpedeiros franceses Le Fantasque e Le Terrible e o britânico HMS Active, o que limitou a velocidade a vinte nós (37 quilômetros por hora). O Active rapidamente deixou o grupo, que seguiu para Mers-el-Kébir, em vez de Gibraltar. O Richelieu reabasteceu suprimentos, pois tinha-se a intenção de colocá-lo para servir junto com a Frota do Mediterrâneo britânica, porém a Itália se rendeu, o que removeu a ameaça de seus couraçados da Classe Littorio. O navio francês em vez disso foi para o norte a fim de se juntar à Frota Doméstica, que incluía os quatro couraçados sobreviventes da Classe King George V. Cunningham, então o comandante da Frota do Mediterrâneo, recomendou ao Almirantado Britânico que o Richelieu fosse equipado com radares de artilharia. Ele foi escoltado pelos contratorpedeiros HMS Musketeer e HMS Scourge, chegando em Scapa Flow em 24 de novembro e sendo inspecionado pelo almirante Bruce Fraser, o comandante da Frota Doméstica. A instalação de um radar de artilharia Tipo 284 começou imediatamente ao mesmo tempo que o navio passou por um período de treinamentos intensos para acostumar sua tripulação na operação com unidades britânicas.
O navio pouco fez até fevereiro de 1944, quando participou da Operação Posthorn. O Richelieu, o couraçado HMS Anson e o porta-aviões HMS Furious deixaram Scapa Flow em 10 de fevereiro para atacarem cargueiros alemães, seguindo para a Noruega. O objetivo era atrair cruzadores pesados alemães na área para que fossem destruídos. As aeronaves do Furious foram pouco eficientes, tendo afundado um único cargueiro de três mil toneladas e danificado um navio de reparos, enquanto um caça Supermarine Seafire foi abatido, assim como um Messerschmitt Bf 109 alemão. A frota retornou para o porto no dia 12, com o Richelieu seguindo até Rosyth para dez dias de descanso para a tripulação. Uma nova varredura deveria ter sido realizada no final do mês, mas dois dos contratorpedeiros de escolta colidiram enquanto deixavam Scapa Flow, levando a um adiamento que tornou-se permanente devido ao mau tempo. Os Aliados determinaram em março que era excessivo enviar cinco couraçados para conter o couraçado alemão Tirpitz, que fora danificado em setembro de 1943. O Richelieu assim foi destacado para outras operações. O comando Aliado inicialmente considerou enviá-lo para apoiar a invasão da Normandia, porém o despachou para reforçar a britânica Frota Oriental, junto com um grupo de porta-aviões de escolta, por estar armado apenas com projéteis perfurantes.
O Richelieu viajou para Greenock a fim de reabastecer combustível e munição, seguindo então para o sul até o Mediterrâneo com uma escolta de três contratorpedeiros britânicos. Ele parou em Argel, na Argélia, em 26 de março para pegar mais suprimentos; lá, a embarcação recebeu a visita do general Henri Giraud e do almirante André Lemonnier. A embarcação partiu para o Canal de Suez, viajando a uma velocidade de 25 nós (46 quilômetros por hora); ela passou a ter significativos problemas com suas caldeiras durante a viagem. Os sopradores não estavam proporcionando oxigênio suficiente e consequentemente o combustível não estava sendo totalmente queimado. As caldeiras rapidamente ficaram sujas e começaram a superaquecer. O Richelieu parou em Adem, no Iêmem, para reparar os tubos das caldeiras, porém o problema não foi corrigido.

##### Primeiro serviço no Oriente

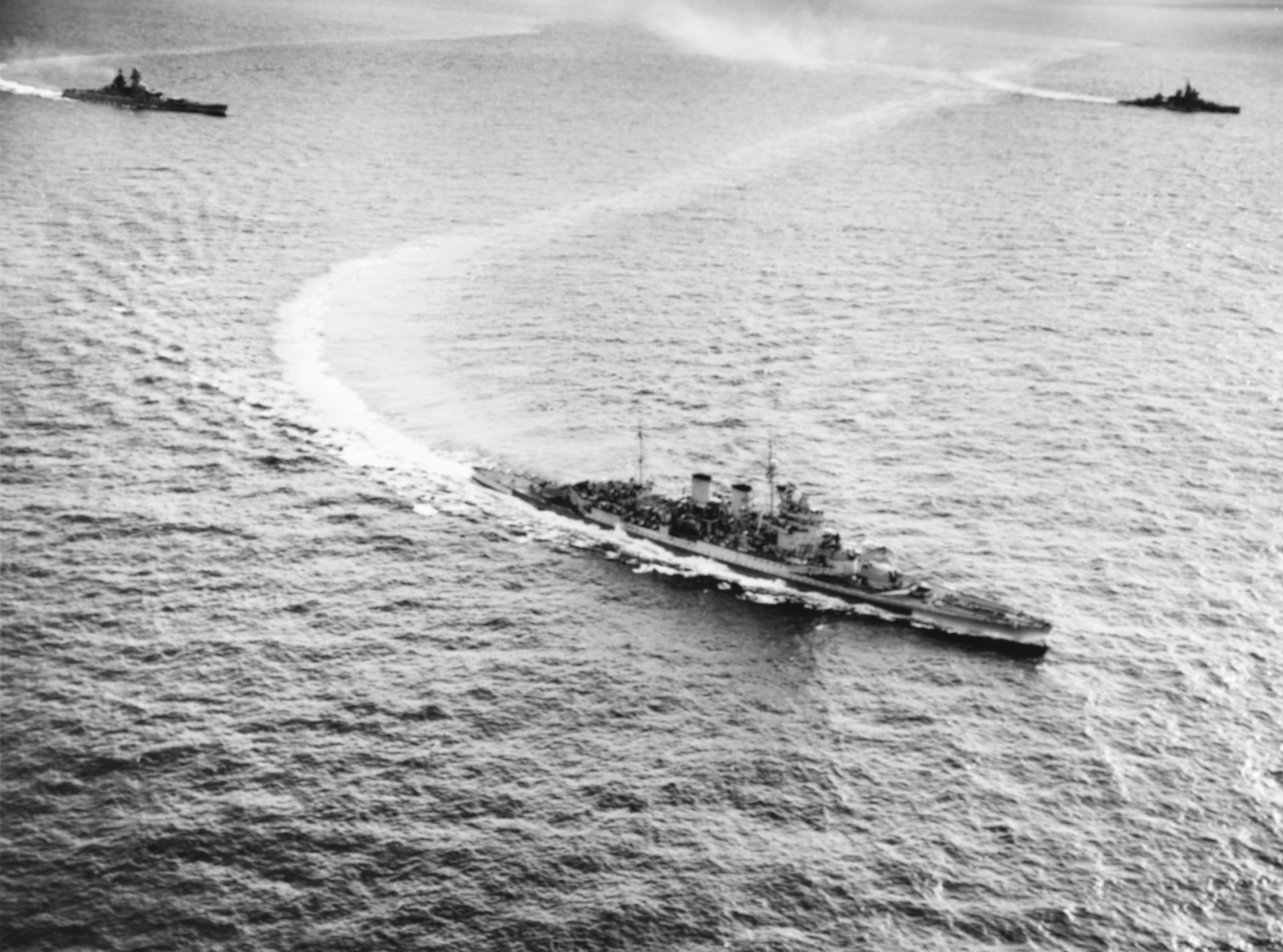
Da esquerda para direita: o Richelieu, Renown e Valiant durante a Operação Transom em 12 de maio de 1944

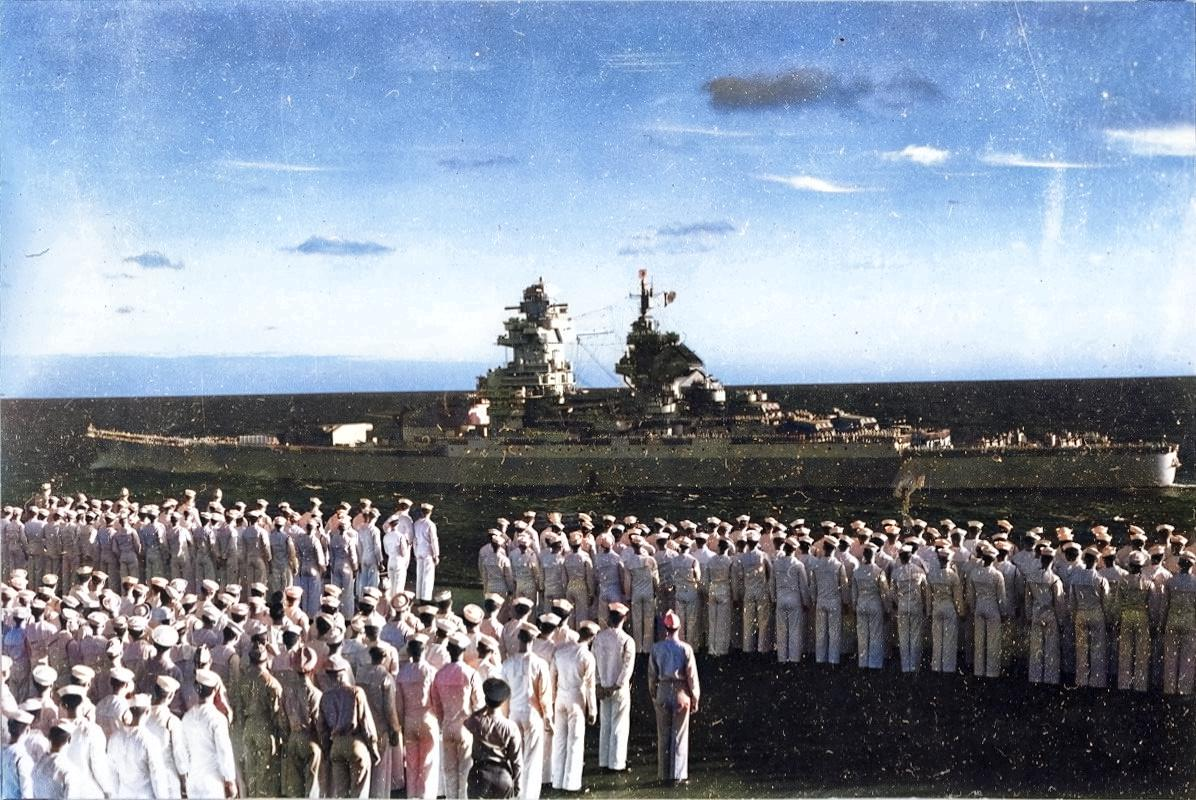
O Richelieu, visto do Saratoga, em 18 de maio ao final da Operação Transom

O couraçado entrou no Oceano Índico e recebeu a escolta dos contratorpedeiros HMS Rotherham, HMS Racehorse e HMS Quadrant. As quatro embarcações chegaram em Trincomalee, no Ceilão, em 10 de abril, juntando-se a uma frota Aliada comandada pelo almirante Sir James Somerville e que incluía os porta-aviões HMS Illustrious e USS Saratoga, os couraçados HMS Valiant e HMS Queen Elizabeth e vários cruzadores e contratorpedeiros. A Frota Oriental partiu em 16 de abril para a Operação Cabine, um ataque que tinha a intenção de distrair os japoneses enquanto forças norte-americanas desembarcavam em Hollandia, na Nova Guiné Holandesa. Somerville dividiu sua frota em duas esquadras: o Richelieu serviu com a Força 69, o elemento principal, junto com o Queen Elizabeth e Valiant, enquanto o Renown operou com os dois porta-aviões. O plano da Operação Cabine era realizar ataques aéreos contra o porto de Sabang, nas Índias Orientais Holandesas. A frota chegou em posição cedo, no dia 19 de abril, com bombardeiros japoneses após o ataque das aeronaves Aliadas, contra-atacando o Richelieu, que se defendeu disparando suas armas de 100 e 40 milímetros.
A próxima grande ação da Frota Oriental foi a Operação Transom, que foi marcada para coincidir com operações norte-americanas no Pacífico, a fim de manter a atenção da frota japonesa em Singapura longe das forças dos Estados Unidos. O alvo era a importante base de Surabaia, que também possuía grandes refinarias de petróleo. A Frota Oriental partiu em 7 de maio e parou para reabastecer em 15 de maio, chegando no local dois dias depois. O ataque ocorreu sem problemas para o Richelieu e o contingente norte-americano se destacou em 18 de maio para retornar até a principal frota norte-americana no Pacífico, ao mesmo tempo que a Frota Oriental voltou para Trincomalee, onde chegou em 27 de maio. O Richelieu, o Queen Elizabeth e seis contratorpedeiros viajaram dois dias depois para Colombo, no Ceilão, a fim de dar descanso para suas tripulações. Nesse período, o Richelieu foi visitado pelo almirante britânico Louis Mountbatten, o Supremo Comandante Aliado no Sudoeste Asiático. O capitão Merveilleux du Vignaux assumiu o comando do couraçado em 31 de maio.
Somerville planejou outro ataque para meados de junho: a Operação Pedal, um ataque com porta-aviões contra Porto Blair, nas Ilhas Andamão. O propósito era novamente distrair unidades japonesas em Singapura enquanto forças norte-americanas realizavam a Operação Forrageador, a invasão das Ilhas Marianas. Somerville levou apenas seus navios mais rápidos, incluindo o Richelieu, Renown e Illustrious com escoltas de cruzadores e contratorpedeiros. Eles foram designados como a Força 60 e partiram em 19 de junho, com as aeronaves do Illustrious atacando seus alvos no porto dois dias depois. A frota retornou para Trincomalee em 23 de junho. Seguiu-se a Operação Carmesim em julho, com Somerville decidindo usar seus couraçados e cruzadores de batalha para bombardear Sabang e Sumatra dada a ausência de resposta da frota japonesa para as ações anteriores. O Richelieu e os outros navios realizaram treinos de disparo nos dias 7, 14, 15 e 17 de julho em preparação para o ataque. O plano era para que o Richelieu, Valiant, Queen Elizabeth e Renown, com o apoio de cruzadores, disparassem contra os alvos a uma distância maior, ao mesmo tempo que o contratorpedeiro holandês Hr.Ms. Tromp lideraria um grupo de contratorpedeiros em um ataque a curta-distância. O Illustrious e o porta-aviões HMS Victorious proporcionariam a cobertura aérea para a frota.
A Frota Oriental partiu em 22 de julho e chegou no alvo na manhã do dia 25; os porta-aviões lançaram suas patrulhas aéreas de combate e as embarcações de superfície navegaram para abordarem seus respectivos alvos. O Richelieu era o último navio na linha, logo atrás do Renown. O Queen Elizabeth, o couraçado na dianteira, abriu fogo às 6h54min a uma distância de aproximadamente seis quilômetros. As outras embarcações logo fizeram o mesmo e caças Vought F4U Corsair circularam acima para servirem de olheiros para os artilheiros nos canhões. O Richelieu disparou salvos com quatro canhões, dois por torre, acertando no segundo salvo, o que demoliu vários edifícios e danificou uma usina de energia. Suas torres secundárias neutralizaram uma bateria de artilharia costeira japonesa que estava atacando o Tromp. Os navios cessaram fogo às 7h15min, com o couraçado francês tendo disparado no total 81 projéteis de sua bateria principal, isto equivaleu a uma cadência de tiro de um disparo a cada cinquenta segundos, quase duas vezes mais rápido que os navios britânicos. Aeronaves japonesas atacaram a frota enquanto ela se retirava, porém foram mantidos longe pelos caças dos porta-aviões e pelo forte fogo antiaéreo das embarcações. A frota retornou para Trincomalee em 27 de julho.
O Richelieu nessa época estava começando a sofrer de velocidade reduzida, resultado dos problemas nas caldeiras e bioincrustação de seu casco. O almirante Laurence E. Power, substituto de Somerville, destacou o couraçado para que pudesse passar por reformas e manutenção. Os britânicos inicialmente ofereceram a doca flutuante AFD-23, porém Merveilleux du Vignaux achava que ela não seria capaz de acomodar uma embarcação do tamanho da sua, algo que mostrou-se correto quando a AFD-23 emborcou em 8 de agosto com o Valiant a bordo. O Richelieu partiu para Argel em 6 de setembro com três contratorpedeiros. O Le Terrible e o Le Fantasque assumiram as funções de escolta depois do navio passar pelo Canal de Suez, com os três chegando em Argel no dia 23 de setembro. O Richelieu então seguiu para Toulon em 1º de outubro, onde foi novamente visitado por Lemonnier, porém os estaleiros locais estavam em ruínas e assim ele foi para Casablanca em 10 de outubro. Além da limpeza do casco e concerto das caldeiras, novos radares foram instalados, incluindo um radar de procura SG-1 norte-americano e modelos britânicos Tipo-281B de procura aérea e Tipo-285P de controle de disparo. Outros itens também foram instalados, como equipamentos de interferência e localizadores de direção de alta frequência.

##### Segundo serviço no Oriente

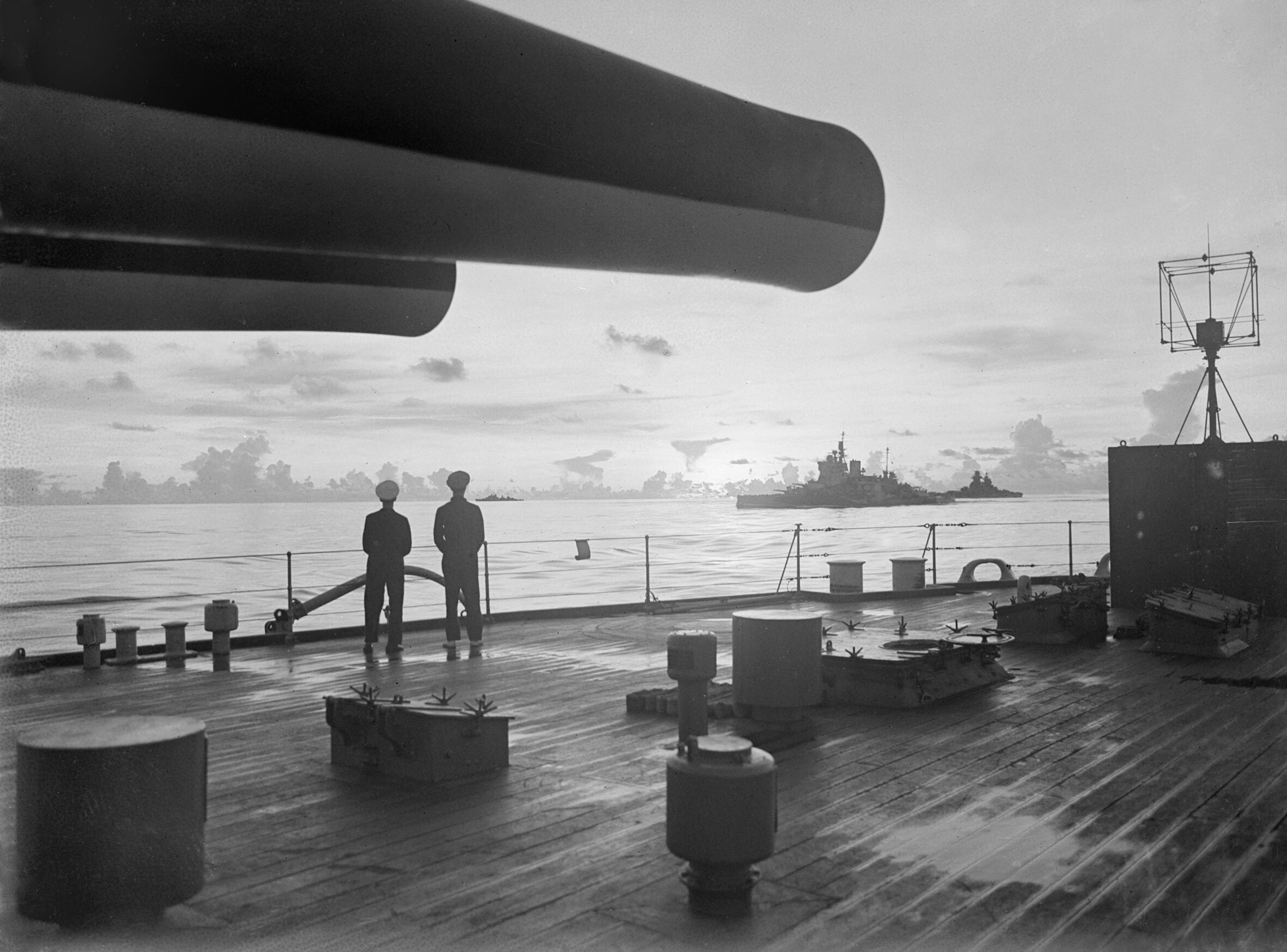
O Valiant e o Richelieu vistos do convés da popa do Queen Elizabeth

O Richelieu deixou Casablanca para Gibraltar em 23 de janeiro de 1945, chegando dois dias depois para que seu casco fosse limpo e repintado. Os franceses tentaram empregar uma força tarefa independente formada pelo Richelieu, seus quatro cruzadores rápidos ainda em atividade e mais quatro contratorpedeiros, com o objetivo de reestabelecer o controle colonial na Indochina. Entretanto, os Estados Unidos foi contra e recusou-se a alocar os porta-aviões e embarcações de apoio que seriam necessárias para outra frota independente, assim o couraçado foi enviado de volta para a Frota Oriental sozinho. Ele realizou testes em fevereiro que mostraram que o problema nas caldeiras tinha finalmente sido corrigido, assim o couraçado partiu para Trincomalee, onde chegou no dia 20 de março. Os elementos mais modernos da Frota Oriental tinham nessa época sido destacados para formar a Frota Britânica do Pacífico, com a Frota Oriental tendo sido renomeada para Frota das Índias Orientais. Esta unidade ainda estava sob o comando de Power e consistia no Queen Elizabeth, Renown, nove cruzadores, dez porta-aviões de escolta e vinte contratorpedeiros. A poderio naval japonês em Singapura tinha diminuído muito para apenas quatro cruzadores pesados e vários contratorpedeiros.
O navio ocupou-se com exercícios de disparo de suas baterias primária e secundária e testes dos radares antiaéreos e sistemas de comando no decorrer das semanas seguintes. O Richelieu foi designado para a Força 63 da Frota das Índias Orientais, partindo em 8 de abril para a Operação Peixe-Sol, outro bombardeio de Sabang enquanto aeronaves faziam reconhecimento de possíveis praias de desembarque perto de Padangue, no litoral da Sumatra. As embarcações da ação consistiam do Richelieu, Queen Elizabeth, dois cruzadores pesados, dois porta-aviões de escolta e cinco contratorpedeiros. Os dois couraçados, um dos cruzadores e três contratorpedeiros bombardearam a ilha em 11 de abril ao mesmo tempo que os outros navios realizavam a operação de reconhecimento. O Richelieu disparou sete salvos de sua bateria principal e usou seus canhões secundários para novamente enfrentar a bateria costeira local. Aeronaves japonesas lançaram um ataque aéreo pouco coordenado nos couraçados, porém não conseguiram acertar os alvos. A frota retornou para o porto em 20 de abril depois de mais operações aéreas ao redor de Padangue.
A próxima grande operação ocorreu logo uma semana depois, a Operação Bispo, um ataque contra campos aéreos japoneses nas Ilhas Nicobar e Andamão com o objetivo de cobrir o desembarque do Exército Britânico em Rangum, na Birmânia. O plano era que a Frota das Índias Orientais fosse dividida em vários grupos, cada tendo consigo cruzadores e contratorpedeiros de escolta: quatro dos porta-aviões de escolta iriam apoiar diretamente os desembarques, o Richelieu e o Queen Elizabeth formariam grupos de superfície independentes e outros dois porta-aviões de escolta proporcionariam a proteção aérea para os grupos de superfície. A frota partiu em 27 de abril e chegou na ilha de Car Nicobar dois dias depois. O Richelieu bombardeou os campos aéreos a uma distância de aproximadamente 23,6 quilômetros, disparando no total oitenta projéteis de sua bateria principal e 45 da bateria secundária. Ele sofreu danos mínimos em seus canhões de 20 milímetros dianteiros devido aos efeitos da onde de choque de disparar suas armas principais quase diretamente para frente. A frota então seguiu para Andamão, com o couraçado abrindo fogo contra Porto Blair às 17h30min. A má visibilidade prejudicou os disparos e o navio parou de atirar às 18h07min, tendo gastado toda a munição reservada para a operação. O Richelieu mesmo assim retornou em 2 de maio para atacar o porto com suas armas secundárias, disparando 120 projéteis que infligiram grandes danos para as instalações portuárias. A frota navegou para o norte até Rangum a fim de dar apoio aos desembarques, porém descobriu-se que os japoneses já tinham recuado, permitindo que os navios retornassem para Trincomalee em 8 de maio.

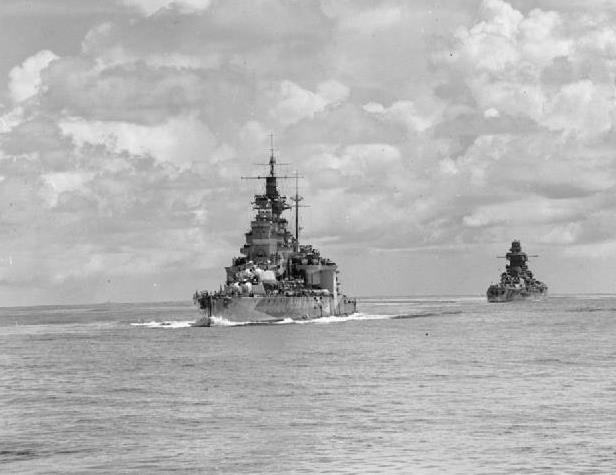
O Valiant e o Richelieu no Golfo de Bengala durante ações contra Sabang

Sinais de rádio japoneses revelaram que o cruzador pesado Haguro e o contratorpedeiro Kamikaze iriam navegar de Singapura até Porto Blair na noite de 12 para 13 de maio para evacuar a guarnição do local, enquanto um transporte pegaria tropas em Car Nicobar. Dois submarinos britânicos avistaram o Haguro em 9 de maio no Estreito de Malaca, assim a Frota das Índias Orientais lançou a Operação Ducado para interceptar os navios japoneses. O Richelieu navegou com o cruzador pesado HMS Cumberland como o Grupo 3 da Força 61. O Haguro e o Kamikaze souberam da presença dos inimigos e viraram de volta, porém foram avistados por aeronaves dos porta-aviões de escolta e então afundados por contratorpedeiros da 26ª Flotilha de Contratorpedeiros, antes que o Richelieu e o Cumberland pudessem chegar. Aviões japoneses atacaram a frota enquanto ela retornava para Trincomalee, porém novamente estavam com má coordenação e falharam em danificar os navios. O Richelieu chegou no porto em 18 de maio.
O navio pegou munição e combustíveis extras logo ao chegar e, pelas semanas seguintes, passou por reparos em suas caldeiras e realizou exercícios de tiro. Os bombardeios ocorridos mais cedo no ano tinham revelado uma dispersão excessiva nos projéteis disparados pela bateria principal, particularmente se as duas armas em uma das laterais das torres de artilharia fossem disparadas ao mesmo tempo. A tripulação na época não foi capaz de determinar a causa do problema, porém testes com as cargas reaproveitadas do Strasbourg reduziram o problema. O contratorpedeiro Le Triomphant chegou em Trincomalee em 3 de junho com equipamentos sobressalentes para o Richelieu, que foi enviado para Durban, na União Sul-Africana, para passar por novas reformas. Seu casco precisava ser limpo novamente e suas caldeiras necessitavam de nova tubulação. O couraçado precisou antes parar em Diego Suarez, em Madagascar, para desembarcar tripulantes não-caucasianos a pedido do governo racista sul-africano; os franceses cumpriram o que foi pedido, mesmo isto tendo causado ressentimento entre a tripulação. O Richelieu chegou em Durban no dia 18 de julho e os trabalhos ocorreram de 31 de julho a 10 de agosto. Treze dos canhões de 20 milímetros foram substituídos por quatro de 40 milímetros, pois as armas menores mostraram-se ineficazes contra kamikazes. O navio realizou testes e treinos na África do Sul antes de partir para Diego Suarez, chegando em Trincomalee em 18 de agosto, após a rendição do Japão e o fim da guerra.

### Pós-guerra
Forças britânicas e francesas imediatamente começaram suas tentativas de estabelecer seu controle de suas colônias ocupadas pelos japoneses. O Richelieu partiu em 7 de setembro na companhia do couraçado britânico HMS Nelson para tomar parte da Operação Zipper, um desembarque anfíbio na Sumatra. O couraçado detonou uma mina magnética dois dias depois, porém sofreu apenas danos leves; a explosão entortou placas do casco para dentro em dez a doze centímetros e infligiu pequenos danos no sistema elétrico, mas o navio permaneceu com a frota. O desembarque ocorreu sem oposição e a embarcação foi para Singapura em 11 de setembro, participando no dia seguinte da Operação Tiderace, a liberação da cidade. O Richelieu retornou para Trincomalee em 16 de setembro e partiu novamente no dia 27, seguindo para a Indochina. Ele viajou junto com o Le Triomphant como escoltas para os navios de transporte SS Queen Emma e SS Princess Beatrix, que levavam soldados franceses para restaurar o domínio colonial. O governo francês tinha a oposição dos Việt Minh, com o couraçado tendo sido usado para dar apoio às forças terrestres de diversas maneiras: ele serviu como área de preparação, hospital, apoio de artilharia e transporte de tropas. Também contribuiu com uma equipe de desembarque para as forças que lutavam para reafirmar o controle francês.
O Richelieu, Le Triomphant e Le Fantasque participaram da Operação Mapor em Nha Trang entre 20 e 26 de novembro, proporcionando disparos de suporte para os soldados que lutavam na área. Uma esquadra francesa formada pelo porta-aviões Béarn e os cruzadores Gloire, Suffren e Émile Bertin tinha chegado em outubro, o que permitiu que o Richelieu voltasse para a França. O couraçado, antes de partir, deixou em terra quatro canhões de 40 milímetros e a maioria de seus canhões de 20 milímetros, junto com uma grande quantidade de munição e projéteis de 152 milímetros. Ele partiu em 29 de dezembro e chegou em Toulon no dia 11 de fevereiro de 1946, em seguida participando do transporte de soldados franceses de volta para o Norte da África. O navio depois disso navegou para Cherbourg, entrando em uma doca seca em 16 de março. Reparos duraram até 20 de julho e consistiram na substituição da hélice de estibordo, correção do dano causado pela mina em setembro de 1945 e uma revisão completa de suas caldeiras.
O navio então partiu para o Reino Unido para levar uma tripulação para o porta-aviões HMS Colossus, que seria emprestado aos franceses e renomeado Arromanches. O Richelieu depois disso iniciou um cruzeiro de treinamento que incluiu paradas em Casablanca, Mers-el-Kébir e Dacar. Ele e o Arromanches visitaram Portugal mais tarde no mesmo ano. O navio voltou para Brest entre fevereiro e março de 1947 a fim de passar por modificações em sua bateria secundária. Ele então formou um núcleo de um grupo de batalha baseado em Cherbourg que incluía três antigos contratorpedeiros alemães. Esse grupo, junto com um centrado no Arromanches e outro de cruzadores, ambos baseados em Toulon, foram combinados para formar a Força de Intervenção, com o Richelieu sendo a capitânia do vice-almirante Robert Jaujard. A unidade embarcou em um cruzeiro de treinamento na África em maio e junho, começando com a reunião dos três grupos em Casablanca no dia 8 de maio. O couraçado voltou para Cherbourg em 13 de junho e iniciou um período de manutenção e treinamento de novos tripulantes. Outro cruzeiro de treinamento na África ocorreu no final de 1947, aproveitado para realizar um exército de disparo com o objetivo de tentar determinar a causa da dispersão excessiva. Os circuitos de disparo depois foram modificados para que houvesse um atraso de sessenta milissegundos nos canhões externos, o que criou um espaçamento suficiente entre os projéteis para que não se atrapalhassem em um disparo, o que melhorou significativamente o problema.
A Força de Intervenção foi reativada no início de 1948 para outro cruzeiro; os três grupos se encontraram em Toulon e então realizaram exercícios de treinamento no Norte da África. O couraçado foi levemente danificado em Mers-el-Kébir enquanto estava atracado no porto. A força foi desfeita ao final das manobras e o Richelieu viajou para Brest, chegando em 29 de maio. O navio necessitava de uma grande reforma e entrou em uma doca seca em Cherbourg entre agosto e setembro a fim de que o trabalho necessário fosse avaliado. Jaujard deixou a embarcação e sua tripulação foi reduzida para 750 homens. O orçamento naval francês estava extremamente limitado devido à situação péssima da economia nacional nos anos pós-guerra, com a reforma do Richelieu sendo adiada para que o dinheiro fosse usado na finalização de seu irmão Jean Bart. O Richelieu acabou colocado na reserva em 1º de abril de 1949. As reformas finalmente começaram em 1º de janeiro de 1950 e duraram até 24 de outubro de 1951, incluindo uma renovação completa de seus maquinários de propulsão, substituição de seus canhões principais e secundários e consertos em seu armamento antiaéreo, além de outras modificações.

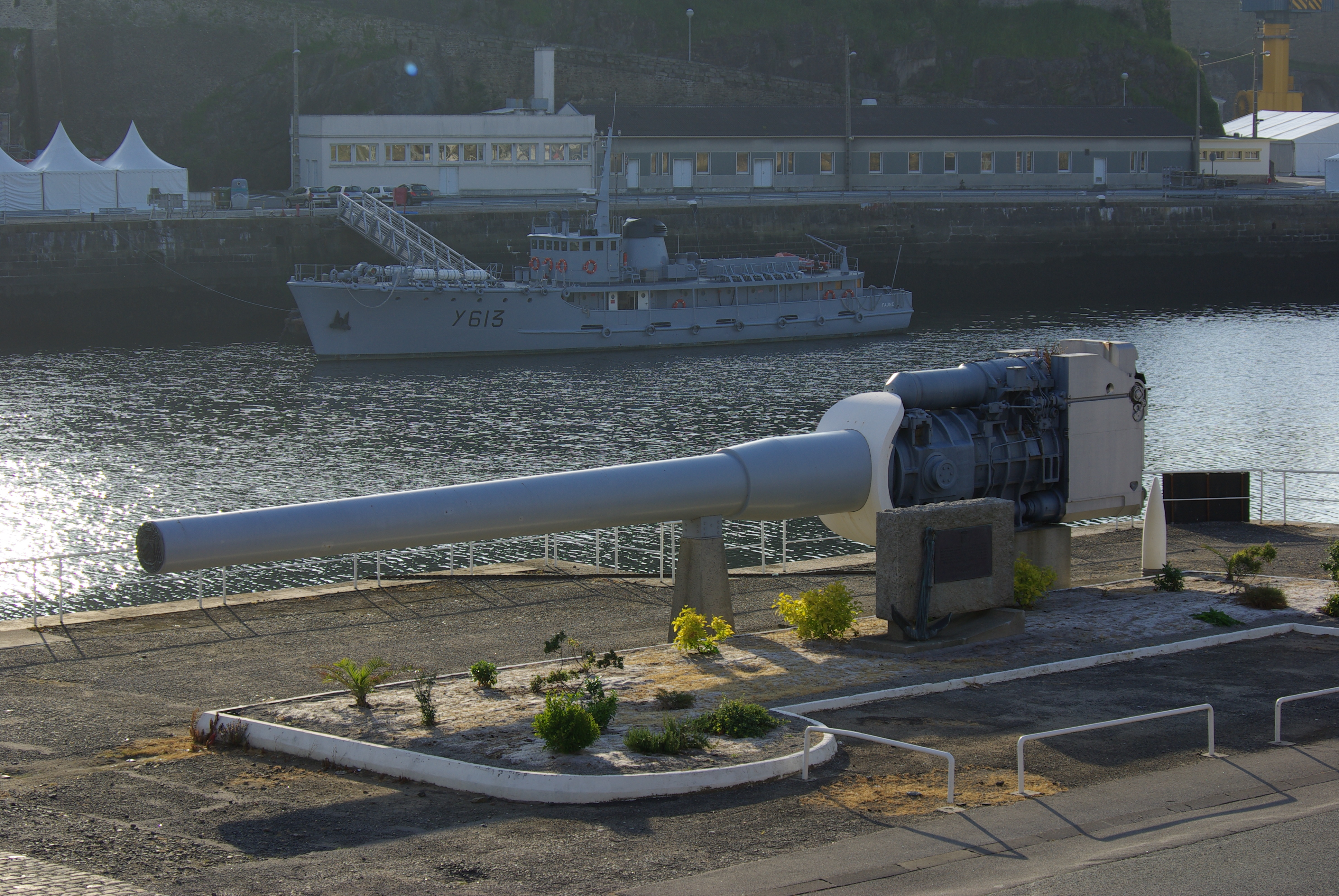
Um de dois canhões de 380 milímetros sobreviventes do Richelieu

Foi decidido durante a reforma que a bateria antiaérea estava muito antiquada para permitir que o navio operasse na era de aviões a jato. Como também havia a necessidade de atualizar os radares e eletrônicos e instalar mais espaços de comando, chegou-se a conclusão que os custos seriam muito grandes para a Marinha Nacional. Foi decidido que, em vez de modernizar a embarcação, o Richelieu seria usado como navio de treinamento de artilharia a partir de fevereiro de 1951. O couraçado passou por testes em novembro que envolveram disparar nove projéteis por canhão de sua bateria principal; esta foi a última vez que o Richelieu disparou seus canhões de 380 milímetros. O navio ficou baseado em Toulon a partir de maio de 1952 sob o capitão Champion, passando os anos seguintes realizando treinos de tiro com sua bateria secundária e armas menores a fim de treinar os artilheiros da frota. Outra reforma ocorreu de outubro de 1953 a fevereiro de 1954, que envolveu a substituição do radar britânico de artilharia por um modelo francês.
O Richelieu e o Jean Bart navegaram juntos pela única vez no dia 30 de janeiro de 1956. A carreira do Richelieu como navio de treinamento de artilharia terminou em fevereiro do mesmo ano, quando foi atracado em Brest. Desumidificadores foram instalados nas torres de artilharia secundárias para impedir que ferrugem se espalhasse, enquanto as montagens das armas de 100 e 40 milímetros foram cobertas. Seus canhões de 40 e 20 milímetros restantes foram removidos. Ele depois disso foi utilizado como um navio-escola estacionário para oficiais da reserva e como alojamento flutuante até 30 de setembro de 1967, quando foi removido do registro naval. O couraçado foi renomeado para Q432 e condenado em 16 de janeiro de 1968, sendo vendido em setembro para a firma de desmontagem italiana Cantieri Navali Santa Maria. Seus canhões de 380 milímetros foram removidos antes da embarcação partir e dois deles foram preservados, um ficando em Brest e o outro em Ruelle-sur-Touvre. O Richelieu foi rebocado para La Spezia, onde foi desmontado no decorrer do ano seguinte.

### Citações
1. ↑   Jordan & Dumas 2009, pp. 94–97
2. 1 2 3   Gardiner & Chesneau 1980, p. 260
3. ↑   Jordan & Dumas 2009, pp. 99–101
4. ↑   Jordan & Dumas 2009, p. 99
5. ↑   Jordan & Dumas 2009, pp. 111–115
6. ↑   Jordan & Dumas 2009, pp. 98, 122
7. ↑   Jordan & Dumas 2009, pp. 123–124
8. ↑   Jordan & Dumas 2009, pp. 124–125
9. 1 2 3   Rohwer 2005, p. 29
10. ↑   Jordan & Dumas 2009, p. 125
11. ↑   Jordan & Dumas 2009, pp. 125–126
12. ↑   Jordan & Dumas 2009, pp. 72, 126
13. ↑   Jordan & Dumas 2009, p. 126
14. 1 2   Rohwer 2005, p. 32
15. ↑   Jordan & Dumas 2009, p. 127
16. ↑   Williams 1976, pp. 93–94
17. ↑   Jordan & Dumas 2009, pp. 128, 137
18. ↑   Jordan & Dumas 2009, pp. 137–138
19. ↑   Jordan & Dumas 2009, pp. 138–139
20. ↑   Jordan & Dumas 2009, pp. 139–141
21. 1 2 3 4   Rohwer 2005, p. 42
22. ↑   Jordan & Dumas 2009, p. 141
23. ↑   Williams 1976, pp. 109–114
24. ↑   Jordan & Dumas 2009, pp. 141–142
25. ↑   Williams 1976, pp. 137–139
26. ↑   Dumas 2001, pp. 77–78
27. ↑   Jordan & Dumas 2009, pp. 143, 149
28. ↑   Jordan & Dumas 2009, pp. 143–145
29. ↑   Williams 1976, p. 140
30. ↑   Jordan & Dumas 2009, p. 147
31. ↑   Williams 1976, pp. 152–154
32. ↑   Rohwer 2005, p. 43
33. ↑   Jordan & Dumas 2009, pp. 125, 147–149
34. 1 2 3   Jordan & Dumas 2009, p. 150
35. ↑   Dumas 2001, pp. 34, 50
36. ↑   Jordan & Dumas 2009, pp. 150, 181
37. ↑   Dumas 2001, pp. 37, 50
38. ↑   Jordan & Dumas 2009, pp. 125, 181–182, 186
39. ↑   Jordan & Dumas 2009, pp. 186–187
40. ↑   Jordan & Dumas 2009, pp. 186–188
41. ↑   Jordan & Dumas 2009, pp. 186, 188–189
42. ↑   Jordan & Dumas 2009, p. 182
43. ↑   Jordan & Dumas 2009, pp. 186, 188
44. ↑   Jordan & Dumas 2009, p. 189
45. ↑   Jordan & Dumas 2009, p. 190
46. ↑   Jordan & Dumas 2009, pp. 190–191
47. ↑   Rohwer 2005, pp. 307, 313
48. ↑   Jordan & Dumas 2009, p. 192
49. ↑   Jordan & Dumas 2009, pp. 192–193
50. ↑   Rohwer 2005, p. 319
51. ↑   Jordan & Dumas 2009, pp. 193–194, 199
52. ↑   Lepotier 1967, pp. 204–205
53. ↑   Rohwer 2005, p. 323
54. ↑   Jordan & Dumas 2009, p. 194
55. ↑   Lepotier 1967, pp. 206–207, 209–21
56. ↑   Rohwer 2005, pp. 334, 344
57. ↑   Jordan & Dumas 2009, pp. 194–195
58. ↑   Jordan & Dumas 2009, p. 195
59. ↑   Lepotier 1967, p. 217
60. ↑   Jordan & Dumas 2009, p. 196
61. ↑   Lepotier 1967, pp. 195–217
62. ↑   Jordan & Dumas 2009, p. 197
63. ↑   Rohwer 2005, p. 408
64. ↑   Jordan & Dumas 2009, pp. 198–199
65. ↑   Rohwer 2005, p. 412
66. ↑   Jordan & Dumas 2009, p. 199
67. ↑   Rohwer 2005, p. 417
68. ↑   Jordan & Dumas 2009, pp. 199–200
69. ↑   Sarnet & Le Vaillant 1997, pp. 325, 329
70. 1 2   Jordan & Dumas 2009, pp. 200–201
71. ↑   Sarnet & Le Vaillant 1997, pp. 330–334
72. ↑   Rohwer 2005, pp. 429, 432
73. ↑   Rohwer 2005, p. 432
74. ↑   Jordan & Dumas 2009, pp. 201–204
75. ↑   Lepotier 1967, pp. 285–289
76. ↑   Dumas 2001, pp. 43, 74
77. ↑   Jordan & Dumas 2009, pp. 204–205
78. ↑   Jordan & Dumas 2009, pp. 205–206
79. ↑   Jordan & Dumas 2009, p. 206
80. ↑   Dumas 2001, p. 60